# Albert Moreau du Breuil de Saint-Germain
Pour les articles homonymes, voir Moreau, du Breuil et Saint-Germain.
Albert Moreau du Breuil de Saint-Germain est un homme politique français né le 3 décembre 1838 à Chaumont (Haute-Marne) et décédé le 9 avril 1919 à Paris.

## Biographie
Conseiller général du canton de Longeau-Percey durant 50 ans de 1869 à sa mort, il est représentant de la Haute-Marne de 1871 à 1876, siégeant à droite et inscrit à la Réunion des Réservoirs. Battu en 1876, 1877, 1881 et 1885, il retrouve un siège de député de 1889 à 1893.
Il est enterré et repose dans son caveau familial dans le cimetière de l'église de la commune Le Pailly, ville dont il a été le maire.